# Marek Boroń
Marek Boroń (ur. 25 kwietnia 1974 w Staszowie) – polski policjant w stopniu generalnego inspektora Policji, p.o. Komendanta Głównego Policji w latach 2023–2024, Komendant Główny Policji od 2024.

## Życiorys
Ukończył Akademię Pedagogiki Specjalnej im. Marii Grzegorzewskiej w Warszawie oraz Wyższą Szkołę Policji w Szczytnie. Służbę w Policji rozpoczął w 1994 roku. Na początku swojej kariery pracował w komisariacie na warszawskim Ursynowie, a następnie kontynuował służbę w wydziale zabójstw Komendy Stołecznej Policji. Od 2001 roku pracował także jako funkcjonariusz w Centralnym Biurze Śledczym, w którym brał m.in. udział w wyjaśnieniu tzw. afery podsłuchowej, do której doszło w polskiej polityce w 2014 roku.
W latach 2014–2016 pełnił funkcję zastępcy dyrektora, a następnie zastępcy komendanta Centralnego Biura Śledczego Komendy Głównej Policji. W latach 2018–2023 pełnił funkcję zastępcy dyrektora Biura Wywiadu i Informacji Kryminalnych Komendy Głównej Policji.
22 grudnia 2023 roku minister spraw wewnętrznych i administracji Marcin Kierwiński, powołał go na stanowisko zastępcy komendanta głównego Policji i jednocześnie powierzył obowiązki komendanta głównego Policji.
21 marca 2024 roku premier Donald Tusk powołał go na stanowisko komendanta głównego Policji. W dniu 31 lipca 2024 odebrał akt mianowania na stopień nadinspektora Policji z rąk Prezydenta RP Andrzeja Dudy w Pałacu Prezydenckim.
14 września 2024 roku samochód, którym Boroń podróżował jako pasażer w związku z pełnieniem obowiązków służbowych do ogarniętych powodzią Głuchołaz i Jarnołtówka koło Prudnika, dachował na autostradzie A1. W wyniku wypadku komendant Policji doznał stłuczenia żeber.
22 lipca 2025 roku Prezydent RP nadał mu stopień generalski - generalnego inspektora Policji.

## Odznaczenia
- Brązowy Krzyż Zasługi[14]
- Srebrny Medal za Długoletnią Służbę (2021)[1][15]
- Brązowy Medal za Długoletnią Służbę (2010)[1][15]
- Medal Stulecia Odzyskanej Niepodległości[14]
- Złota Odznaka „Zasłużony Policjant” (2020)[1][15]
- Srebrna Odznaka „Zasłużony Policjant” (2012)[1][15]
- Brązowa Odznaka „Zasłużony Policjant” (2006)[1][15]
- Odznaka okolicznościowa „Medal 30-lecia restytucji Prawosławnego Ordynariatu Wojska Polskiego” (2024)[16]
- Medal Błogosławionego ks. Jerzego Popiełuszki
- Medal 30-lecia Powstania NSZZ Policjantów
- Krzyż Niepodległości I Klasy z Gwiazdą (NSZZ Policjantów)